# Pachyurus gabrielensis
Pachyurus gabrielensis är en fiskart som beskrevs av Lilian Casatti 2001. Pachyurus gabrielensis ingår i släktet Pachyurus och familjen havsgösfiskar. Inga underarter finns listade i Catalogue of Life.